# Dilettant
Ein Dilettant (von italienisch dilettante, Partizip Präsens aus dilettarsi, wie italienisch dilettare, „jemanden begeistern/erfreuen; liebhaben“, von lateinisch delectari „sich erfreuen“, „sich ergötzen“) ist ein Liebhaber einer Kunst oder Wissenschaft, der sich ohne schulmäßige Ausbildung und nicht berufsmäßig damit beschäftigt. Als Amateur oder Laie übt er eine Sache um ihrer selbst willen aus, also aus Interesse, Vergnügen oder Leidenschaft und unterscheidet sich somit von einer Fachperson. Dabei kann er vollendete Kenntnisse und Fertigkeiten erlangt haben; solange er die Tätigkeit (als „Liebhaberei“) nicht beruflich bzw. für seinen Lebensunterhalt ausübt oder keine anerkannte einschlägige Prüfung bestanden hat, gilt er als Dilettant.

## Abgrenzung des Begriffs
Die Begriffe Dilettant, Laie und Amateur werden umgangssprachlich häufig synonym zueinander verwendet. Semantisch gibt es jedoch einige feine Unterschiede: Der Begriff Laie ist ein neutraler Begriff, der verwendet wird, um auszusagen, dass jemand auf einem bestimmten Gebiet keine Fachkenntnisse besitzt. Die Begriffe Amateur und Dilettant können synonym zueinander verwendet werden, da beide eine Person bezeichnen, die eine Tätigkeit oder eine Sache um ihrer selbst willen, also aus Interesse, Vergnügen oder Leidenschaft, ausübt. Beide Begriffe sagen jedoch nichts über die Sachkenntnisse einer Person aus, da diese durchaus auf einem professionellen Niveau sein können.
Weiterhin gibt es noch einen weiteren Unterschied zwischen den Begriffen Dilettant und Amateur, welcher sich auf die weitere Verwendung dieser Begriffe beziehen: Die Begriffe „Dilettant“ und „dilettantisch“ können abwertend verwendet werden. Eine „dilettantisch“ ausgeführte Tätigkeit wird dann gleichgesetzt mit „unfachmännisch“, „unsachgemäß“, „fehlerhaft“, „stümperhaft“ oder „oberflächlich ausgeführt“. In der Neuzeit hat sich eine Synthese beider Begriffsdeutungen ergeben. Dilettantismus ist die Unfähigkeit, niedere Problemstellungen zu begreifen und sie in geeigneter Weise zu bearbeiten. Der Begriff Amateur kann leicht abwertend (also weniger stark als der Begriff Dilettant) verwendet werden. Die Begriffe Amateur und amateurhaft werden dann im Sinne von „nicht auf professionellem Niveau“ bzw. „ohne die nötigen Fachkenntnisse“ gebraucht.

## Geschichte

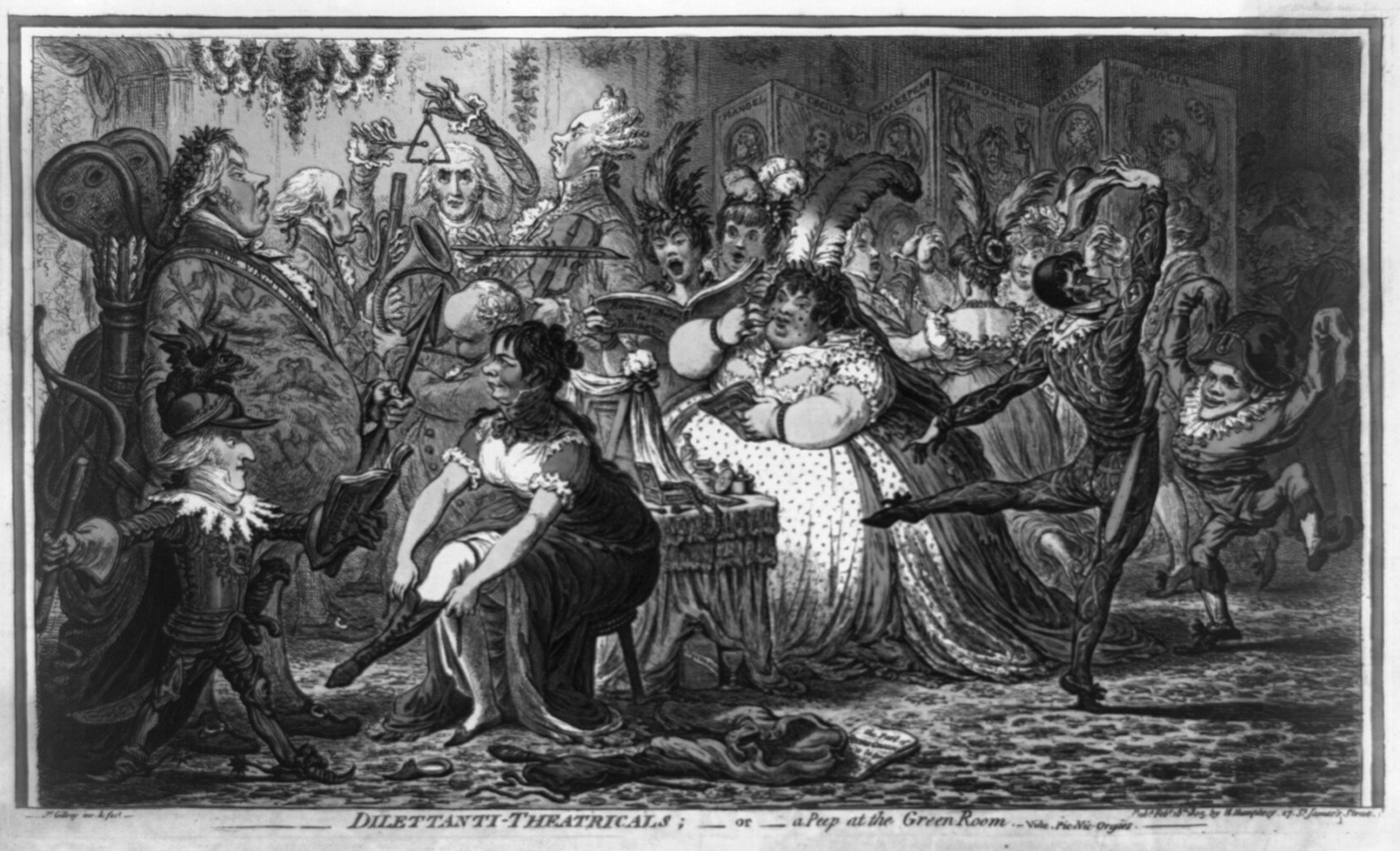
Britische Karikatur von 1803 über Laientheater-Aufführungen. Titel: „Dilettanti-theatricals“

Der Begriff galt ursprünglich dem nicht geschulten Künstler oder Kunstliebhaber. Er ist zusammen mit dem Verb dilettieren seit dem 18. Jahrhundert in der deutschen Sprache belegt und war besonders in der Bezeichnung musikalischer Werke zu finden, die „für Kenner und Liebhaber“ geschrieben wurden. Das Wort war dabei keineswegs abwertend gemeint, sondern diente vielmehr dazu, die Tätigkeiten der Adeligen von denen derjenigen abzugrenzen, die sie zur Bestreitung ihres Lebensunterhaltes ausüben mussten.
In den 1980er Jahren bezeichneten sich Musiker, die gegen alle Traditionen der Popmusik anspielten, als „Geniale Dilletanten“, die bereits in der Schreibweise (absichtlich) dilettierten. Zu ihnen gehörten unter anderem Bands wie Die Tödliche Doris und Einstürzende Neubauten.

## Dilettanten als Motiv in der Literatur
Beispiele für den Dilettanten als Motiv in der Literatur sind die beiden Titelfiguren in Bouvard und Pécuchet von Gustave Flaubert oder das Dilettantentheater in Shakespeares Ein Sommernachtstraum, das später auch Goethe im ersten Teil des Faust motivisch verarbeitete.
Ludwig Kalisch schilderte 1846 in den Fliegenden Blättern satirisch Erfahrungen mit Dilettanten.

## Dilettantentheater
Der Begriff lässt sich schwer vom Vereinstheater oder dem Laienspiel abgrenzen.